# ＃AAABEST
『#AAABEST』（トリプルエーベスト）は、2011年9月14日にavex traxから発売されたAAAの2枚目のベストアルバム。

## 解説
- AAAにとって1stベストアルバム「ATTACK ALL AROUND」以来2枚目のベストアルバムである。
- デビュー日に合わせて発売された。
- 日本レコード協会のゴールド等認定で「AAA」名義では初となる売上枚数10万枚を超えるゴールドに認定された。AAA関連作品では、「AAA DEN-O form」名義で発売したシングル「Climax Jump」以来2作目のゴールド認定となった。
- AAAのアルバムとしては初めてオリコンチャート1位を獲得し、これにより、シングル、アルバム、DVD（総合）ですべて1位を獲得したことになった。
- 18thシングル「BEYOND〜カラダノカナタ」から29thシングル「CALL」までの主要A面曲を収録。ボーナストラックには、「ハレルヤ」、「ハリケーン・リリ、ボストン・マリ」、「Get チュー!」のニューバージョンも収録された。
- 収録されなかったA面曲
  - 「ZERO」、「Summer Revolution」、「Dream After Dream 〜夢から醒めた夢〜」、「Endless Fighters」、「I4U」。
- 収録されなかったミュージックビデオ
  - 「ZERO」、「Summer Revolution」、「Jamboree!!」、「Hide & Seek」、「Find you」、「FIELD」、「Dream After Dream 〜夢から醒めた夢〜」、「STEP」。これらは2012年3月21日に発売された3rdベストアルバム「Another side of #AAABEST」に今回収録されなかったミュージックビデオが全収録されている。
- タイトルの「#AAABEST」はツイッター（Twitter）のハッシュタグ（頭文字に#を使用する）になぞらえたものである。
- 2011年8月31日に発売されたシングル「CALL/I4U」はこのベストアルバムの先行シングルであり、CALLは12曲目に収められている。
- このアルバムを引っ提げて「AAA 6th Anniversary Tour」を行った。

- 4形態で発売された。
  - ジャケットA（初回限定盤・通常盤）【CD+2DVD】：AVCD-38334/B〜C
  - ジャケットB【CD+DVD】：ACVD-38335/B
  - ジャケットC【CD only】：AVCD-38336
  - mu-moショップ限定盤（全7種）【2CD】
    - 限定盤A（西島隆弘ver.）AVC1-38337〜8
    - 限定盤B（宇野実彩子ver.）AVC1-38339〜40
    - 限定盤C（浦田直也ver.）AVC1-38341〜2
    - 限定盤D（日高光啓ver.）AVC1-38343〜4
    - 限定盤E（與真司郎ver.）AVC1-38345〜6
    - 限定盤F（末吉秀太ver.）AVC1-38347〜8
    - 限定盤G（伊藤千晃ver.）AVC1-38349〜50

## 記録
2011年9月26日付のオリコン週間アルバムランキングで1位を記録し、アルバムとしては初の首位獲得作品となった。

## 収録内容

### CD
1. BEYOND〜カラダノカナタ(4:51)
18thシングル。
2. MUSIC!!! (5:02) 
19thシングル。
3. 旅ダチノウタ(5:07)
20thシングル。
4. Break Down (4:48)
21stシングル。「Break Down/Break your name/Summer Revolution」の1曲目。
5. Hide-away (4:18)
22ndシングル。
6. Heart and Soul (4:24)
23rdシングル。
7. 逢いたい理由 (4:36)
24thシングル。「逢いたい理由/Dream After Dream 〜夢から醒めた夢〜」の1曲目。
8. 負けない心 (4:23)
25thシングル。
9. PARADISE (5:00)
26thシングル。「PARADISE/Endless Fighters」の1曲目。
10. ダイジナコト(5:24)
27thシングル。
11. No cry No more (5:06)
28thシングル、アルバム初収録。
12. CALL (4:20)
29thシングル。「CALL/I4U」の1曲目、アルバム初収録。
13. ハレルヤ (3:57)
ボーナストラック。
5thシングル「ハレルヤ」を再レコーティングしたものを収録。
14. ハリケーン・リリ、ボストン・マリ(6:20)
ボーナストラック。
7thシングル「ハリケーン・リリ、ボストン・マリ」のアルバムバージョンを再レコーティングしたものを収録。
15. Get チュー! (3:53)
ボーナストラック。
13thシングル「Get チュー!/SHEの事実」の1曲目「Get チュー!」を再レコーディングしたものを収録。

### CD(mu-moショップ限定盤)
1. Think about AAA 5th Anniversary〜season 8〜(12:41)
2. Think about AAA 5th Anniversary〜season 9〜(13:02)
3. Think about AAA 5th Anniversary〜season 10〜(8:13)
4. Think about AAA 5th Anniversary〜season 11〜(11:23)
5. Think about AAA 5th Anniversary〜season 12〜(9:10)

### DVD
1. BEYOND〜カラダノカナタ(4:49)
2. MUSIC!!!(5:14)
3. 旅ダチノウタ(5:10)
4. Break Down(4:49)
5. Hide-away(4:22)
6. Heart and Soul(4:32)
7. 逢いたい理由(4:37)
8. 負けない心(4:52)
9. PARADISE(5:07)
10. ダイジナコト(5:27)
11. No cry No more(5:07)
12. CALL(4:46)

### DVD DISC2(初回限定盤)
1. 世界へつなぐ、未来へつなぐMUSIC!!! 〜幼稚園/保育園編〜(66：37)

## 演奏
- 坂本光久：Guitar (#5)
- 石井裕：Guitar (#7)
- 海老澤祐也：Guitar (#9)
- 山口周平：Guitar (#10)

## その他
レコチョクが本作の発売を記念し、ユーザー投票による「AAA名曲ランキング」を実施した。2011年8月31日～同年9月7日の期間で投票が行われ、2019票の中からランキングが発表された。
結果
- 1位：MUSIC!!!
- 2位：負けない心
- 3位：Get チュー!
- 4位：逢いたい理由
- 5位：Believe own way